# Branxholme Castle

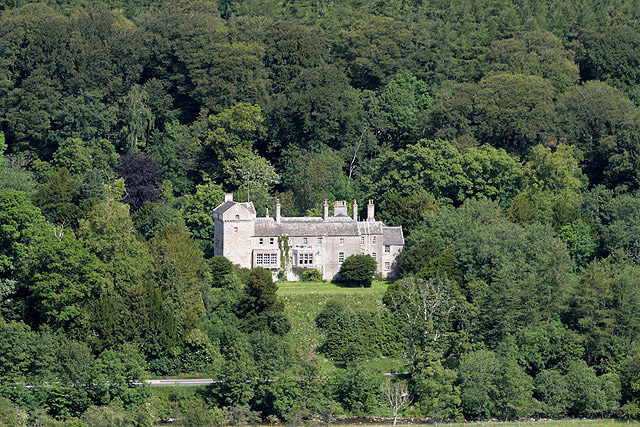
Branxholme Castle 2011

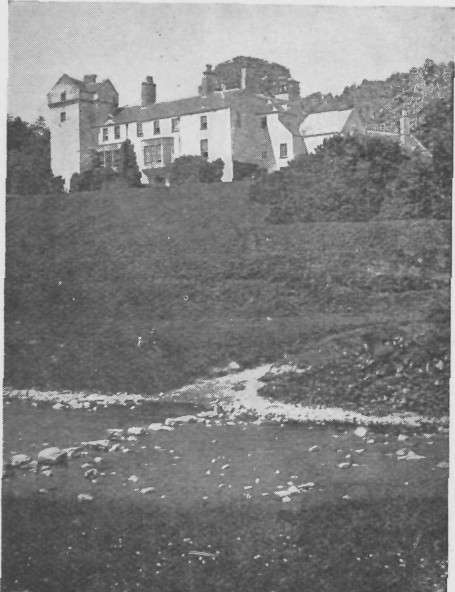
Branxholme Castle 1906 – Die Sichtachse ist heute zugewachsen

Branxholme Castle ist ein Herrenhaus in Schottland. Es liegt oberhalb der A7 und dem Teviot westlich der Ortschaft Branxholme in der Council Area Scottish Borders. 1971 wurde das Bauwerk in die schottischen Denkmallisten in der höchsten Denkmalkategorie A aufgenommen. Des Weiteren ist der zugehörige Tentyfoot Tower ebenfalls eigenständig als Kategorie-A-Denkmal klassifiziert.

## Geschichte
Das Herrenhaus befindet sich auf Land, das seit 1420 zum Clan Scott gehört. Die Vorgängergebäude wurde 1532 niedergebrannt. Im Jahre 1544 befand sich am Standort ein umfriedeter Wehrbau. Dieser wies einen Z-förmigen Grundriss mit Türmen an beiden Enden auf. Im Jahre 1570 schleifte der Earl of Sussex das Bauwerk. Innerhalb von zehn Jahren baute Walter Scott of Branxholme and Buccleuch es wieder auf, aus dieser Zeit stammt die ältesten Fragmente des heutigen Herrenhauses. In die Erweiterung aus den 1790er Jahren wurden weite Teile des ursprünglichen Bauwerks integriert. Im Jahre 1837 überarbeitete William Burn Branxholme Castle.

## Tentyfoot Tower
Der Tentyfoot Tower bildet den nordöstlichen Abschluss von Branxholme Castle. Der Wehrturm war einst in die Befestigungsmauer integriert. Heute ist der aus dem 15. Jahrhundert stammende Turm nur noch als Ruine erhalten. 2008 wurde das Bauwerk in das Register gefährdeter schottischer Denkmäler aufgenommen. 2012 wurde sein Zustand als sehr schlecht bei gleichzeitig hohem Risiko eingestuft.